# Annabelle Lane
Annabelle Lane (Boise, Idaho; 22 de junio de 1994) es una actriz pornográfica transexual estadounidense.

## Biografía
Nació y se crio en la ciudad de Boise, capital del estado de Idaho ubicada en el Condado de Ada. No se tienen muchos datos biográficos sobre ella anteriores a 2016, año en que debutó como actriz pornográfica a los 23 años.
Ha trabajado para productoras como Evil Angel, Pure TS, Grooby, Trans Angels, Gender X o Devil's Film, entre otras.
En 2018 recibió su primera nominación en los Premios XBIZ a Artista transexual del año.
Ha rodado más de 60 películas.
Algunas películas suyas son Group Trans-Action - A Transgender Orgy, She-Male Strokers 90, T.S. Hookers 3, TGirls Porn 10, Tranny Hoes In Panty Hose 4, Trannylicious, Trans Parent, Transsexual Gang Bangers 19 o TS Factor 10.

## Premios y nominaciones
| Año  | Ceremonia                  | Resultado | Premio                               | Trabajo                         |
| ---- | -------------------------- | --------- | ------------------------------------ | ------------------------------- |
| 2018 | Transgender Erotica Awards | Nominada  | Mejor actuación hardcore             | —                               |
| 2018 | Transgender Erotica Awards | Nominada  | Mejor nueva cara                     | —                               |
| 2018 | Transgender Erotica Awards | Nominada  | Mejor modelo                         | —                               |
| 2018 | Transgender Erotica Awards | Nominada  | Mejor escena                         | TS Factor 10                    |
| 2018 | Transgender Erotica Awards | Nominada  | Mejor escena de realidad virtual     | Annabelle Lane: Virtual Reality |
| 2018 | Premios XBIZ               | Nominada  | Artista transexual del año           | —                               |
| 2019 | Premios AVN                | Nominada  | Artista transexual del año           | —                               |
| 2019 | Premios AVN                | Nominada  | Mejor escena de sexo transexual      | Trannylicious                   |
| 2019 | Premios AVN                | Nominada  | Premio fan: Mejor artista transexual | —                               |
| 2019 | Transgender Erotica Awards | Nominada  | Best Solo Model                      | —                               |